# Constantino Brumidi

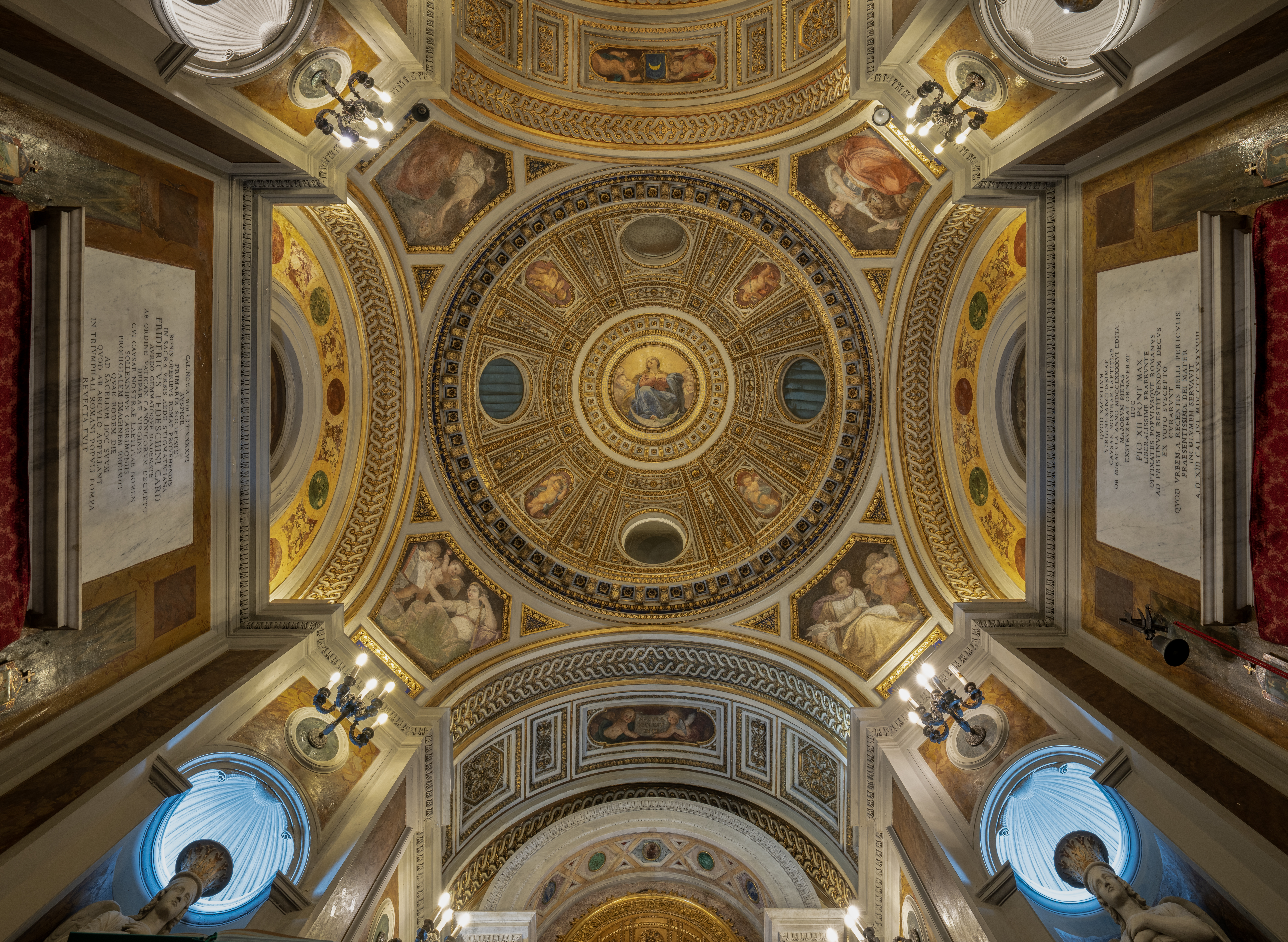

Constantino Brumidi (Rome, 26 juli 1805 - Washington D.C., 19 februari 1880) was een Italiaans schilder, werkzaam in de Verenigde Staten.

## Leven en werk
Brumidi werd geboren uit een Griekse vader en een Italiaanse moeder. Hij bekwaamde zich in het schilderen van fresco's en beschilderde diverse paleizen in Rome. Hij werkte een aantal jaren als schilder voor het Vaticaan, onder Paus Gregorius XVI. In 1849 werd Rome door de Fransen bezet en Brumidi vertrok naar de Verenigde Staten, waar hij zich vestigde in New York. In 1852 werd hij genaturaliseerd tot Amerikaan.
In 1854 schilderde Brumidi een voorstelling van de Heilige Drie-eenheid in de kathedraal van Mexico-Stad. Op de terugweg naar huis maakte hij een tussenstop in Washington D.C., waar hij het Capitool bezocht. Hij was onder de indruk van de mogelijkheden om het gebouw te decoreren. Zijn aanbod hiervoor werd aanvaard en al snel was hij de 'huisschilder' van het Capitool. Zijn werk viel in de smaak en hij kreeg steeds meer opdrachten. Het grootste werk dat hij maakte voor het Capitool was De apotheose van Washington in de koepel van de rotunda.
Brumidi overleed in Washington op 74-jarige leeftijd.
- Gemeinsame Normdatei: 122092570
- International Standard Name Identifier: 0000 0000 6681 3144
- Library of Congress Control Number: n81133845
- Nationale Bibliotheek van Letland: 000195068
- National Archives and Records Administration: 10568752
- Nationale Bibliotheek van Tsjechië: jn20011211020
- Nationale Bibliotheek van Israël: 987007361861205171
- RKD-Nederlands Instituut voor Kunstgeschiedenis: 13484
- SNAC: w6sx7ff4
- Union List of Artist Names: 500013026
- Virtual International Authority File: 27944695
- WorldCat: E39PBJwRPGcDvpfvPhvtPD6dwC